# Boubou Hama

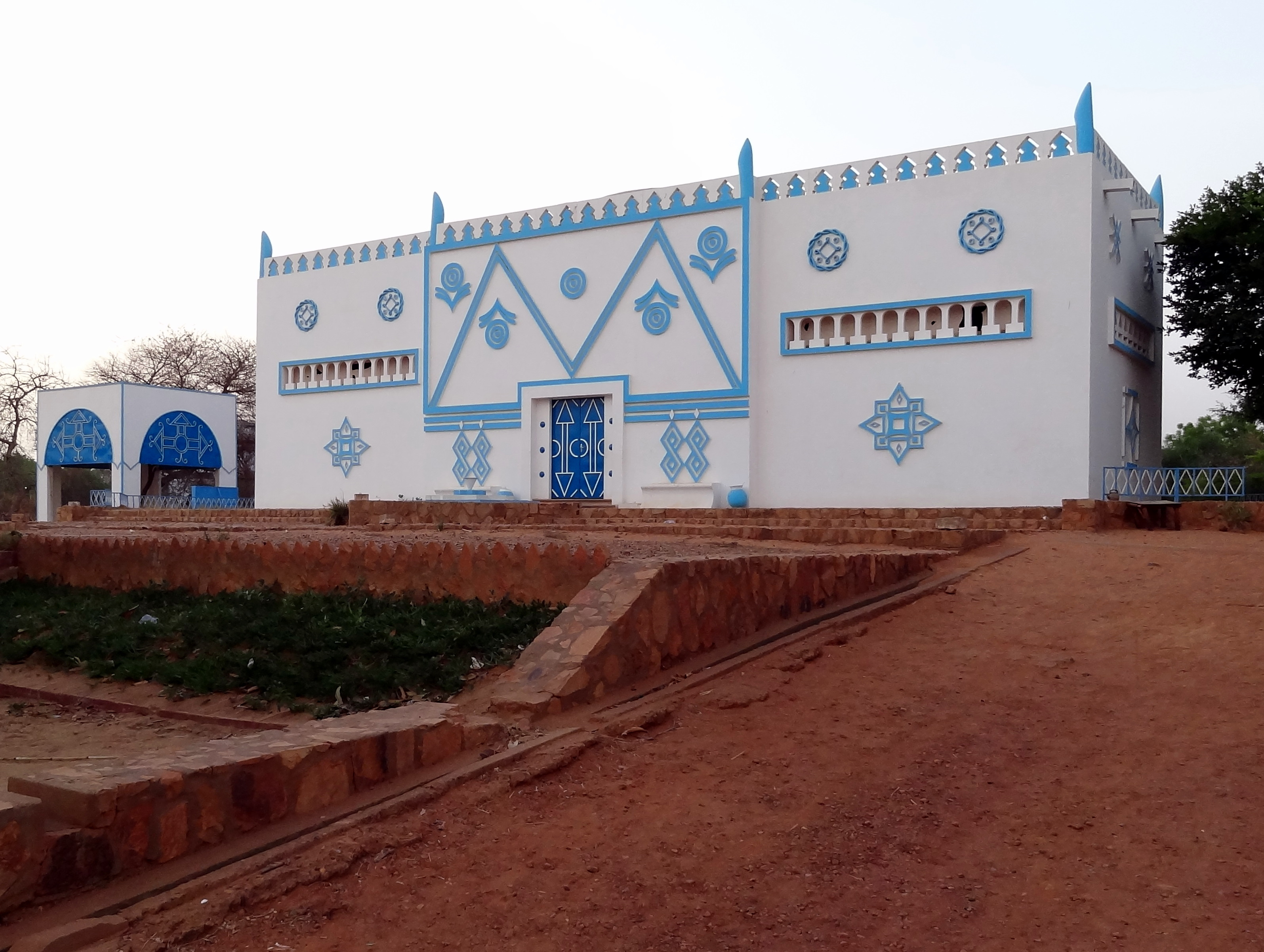
Museo Nacional Boubou Hama.

Boubou Hama (Fonéko, 1906- 1982) fue un lingüista, escritor, filósofo, historiador, periodista y político nigerino.
Nacido en Fonéko, una aldea songhai al oeste de Níger, estudió en la Escuela normal superior William Ponty de Dakar donde ejerció como profesor . Como escritor, cultivó varios géneros y ganó diversos premios como el Gran Premio Literario del África Negra por Kotia-Nima (1972).
Como político, fue uno de los fundadores del Partido Progresivo Nigerino (PPN) y llegó a presidente de la Asamblea Nacional de Níger entre 1960 y 1974, tras un golpe de Estado fue depuesto y permaneció arrestado un tiempo.
El 18 de diciembre de 1959 se creó el Museo Nacional de Níger. En 2008 tomó el nombre de "Museo Nacional Boubou Hama", en honor de Boubou Hama, que fue uno de los promotores de la creación del museo.

## Obras
- Histoire des Songhaï, 1968
- Manta mantaari, 1969
- Kotia-Nima, 1972 (novela)
- Contes et légendes du Niger, 6 vol., 1972-1976